# Кіт-перевертень

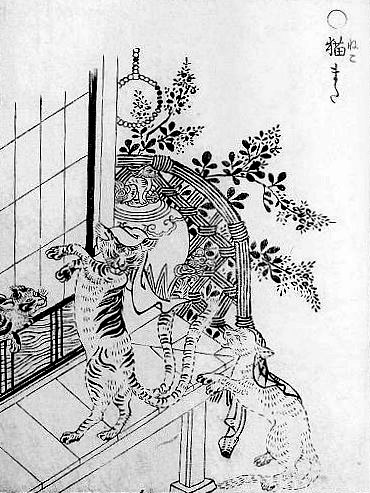
Некомата ходить на задніх лапах (художник Торіяма Секіен)

Кіт-пере́вертень (яп. 化け猫, бакенеко) — кіт-демон в японському фольклорі, що має магічні здібності. Для кішки існує декілька способів стати перевертнем: досягти певного віку, вирости до певного розміру або ж мати довгий хвіст. В останньому випадку хвіст роздвоюється. 

## Опис
Згідно з японським фольклором, будь-яка кішка, що проживе більш тринадцяти років, або яка важить 1 кан (3,75 кг), або ж має довгий хвіст, може стати бакенеко. Бакенеко може творити примарні вогняні кулі, ходити на задніх лапах; вона може з'їсти свого хазяїна та набути його вигляду. Тому господарі, боячась цього відрубали кошенятам хвости. Також вважалось, що якщо така кішка перестрибне через свіжий труп, то оживить його.
Розрізняли два види: гірські, які від народження були великими, двохвостими, ласими до людського м'яса хижаками; і домашні коти, які жили довго й тому набували надзвичайних якостей. Фудзівара но Садаїе описував перевертня як химеру з головою кота і тілом собаки.

## Історія
На початку XVII сторіччя японці використовували кішок для знищення мишей та пацюків, що загрожували шовкопрядам. Продаж та купівля кішок була нелегальною, тварини вільно блукали містами. Кішок, яких заставали за питтям лампової олії (а її робили з риб'ячого жиру), вважали бакенеко.

## У мистецтві
- Бакенеко зустрічається в 10, 11 та 12 серіях аніме «Mononoke».
- Чень з серії ігор «Touhou Project» — некомата та сікіґамі. Рін Каенбьо з тієї ж серії — кася, схожа виглядом на некомату.
- Персонаж манги «Шаман Кінг» Матамуне — некомата, найперший дух-стражник Асакури Йо.
- Однією з хвостатих тварин аніме та манґи «Наруто» є некомата з двома хвостами.
- В аніме «Bakemonogatari» в одного з персонажів вселяється бакенеко.
- В грі «Камінь Долі» персонаж Кішка також представляється бакенеко, пізніш уточнюється, що це некомата.
- В аніме «Nurarihyon no Mago» зустрічається клан Бакенеко, на чолі якого стоїть Рійота-неко.
- В аніме Інуяша (Інуяся) фігурують 2 баканеко: Кірара (один з центральних персонажів, здатна трансформуватись у величезну кішку з охопленими полум'ям лапами та хвостами) та Куроро.